# Mecranium latifolium
Mecranium latifolium är en tvåhjärtbladig växtart som först beskrevs av Célestin Alfred Cogniaux, och fick sitt nu gällande namn av James Dan Skean. Mecranium latifolium ingår i släktet Mecranium och familjen Melastomataceae. Inga underarter finns listade i Catalogue of Life.